# Преты

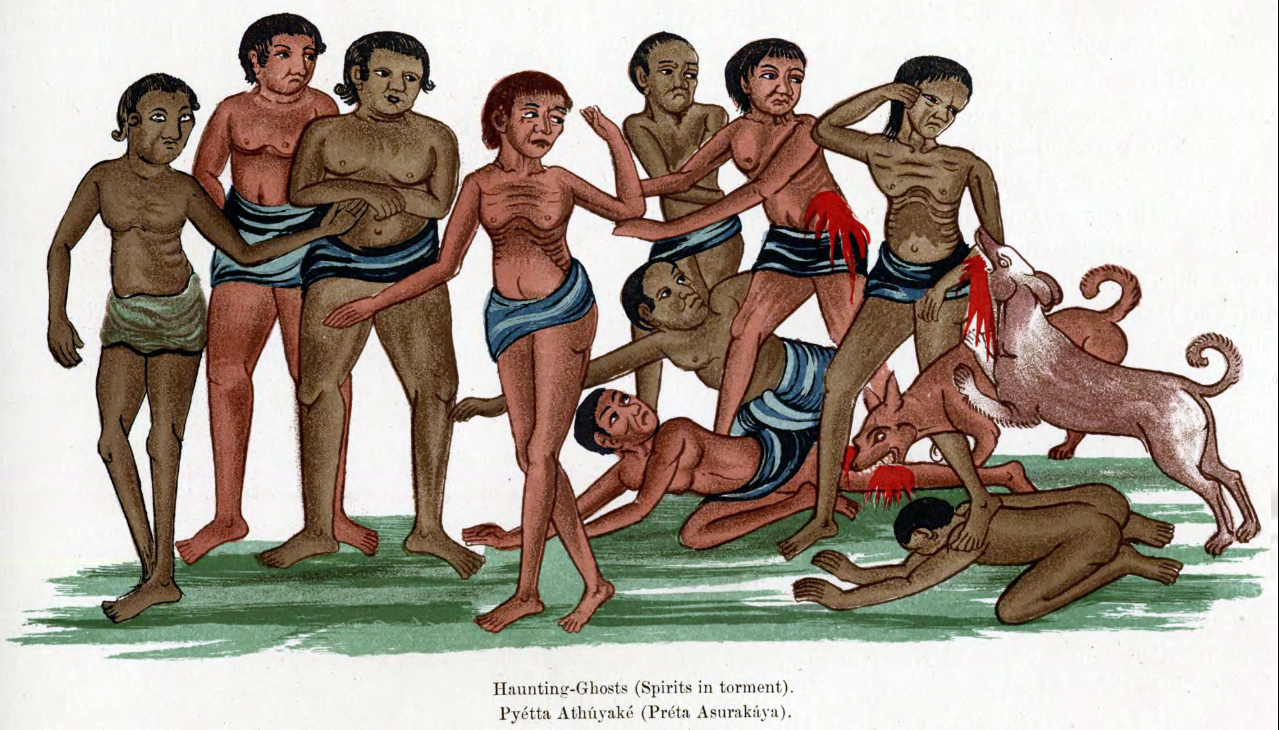
Бирманское изображение голодных духов (претов)

Пре́ты (мн. число от санскр. प्रेत, IAST: preta, «ушедший»; новоинд. pret, «умерший», «мертвец», «привидение») — в индуистской мифологии душа умершего, бродящая по свету и не находящая себе покоя, также голодные духи.
В древнеиндийской (ведийской и индуистской) мифологии духи умерших, в течение некоторого периода после смерти (от нескольких недель до года) остающиеся жить среди людей. За это время людям необходимо совершить определённый ритуал (сапиндикарану), чтобы преты не стали бхутами, демонами из свиты Шивы, но соединились с питарами (умершими предками, пребывающими на втором небе) в небесном царстве (Ригведа X, 14, 8). Тем не менее, в народных суевериях преты часто отождествляются с бхутами и рассматриваются как существа, враждебные людям.
В разных вариантах мифов рассказывается о рождении претов из осадка желания или гнева божества, преодолённых, но не уничтоженных без остатка. Так, в одном из мифов о Брахме, олицетворении творческой энергии желания, говорится, что силой мысли Брахма сотворил дочь — первую в мире женщину, и тотчас возжелал её, повинуясь побуждению своей природной сущности. Но, будучи также воплощением блага, истины и чистоты, он попытался побороть в себе это желание. Из капель пота, которыми покрылось его тело в этой напряжённой внутренней борьбе, возникли преты.
В буддийской схеме реинкарнации преты — это низший сегмент Колеса Жизни, на множестве уровней которого реинкарнация происходит в соответствии с единой кармой. Преты занимают своего рода Чистилище, предназначенное для людей, которые испортили свою карму завистью, отказом давать милостыню, жадностью и т. п. Преты, по-видимому, антропоморфны, так как имеют горло толщиной с игольное ушко и брюхо размером с гору, из-за чего преты, несмотря на обилие пищи в Питр-лока, никогда не могут насытиться. Они должны искупить свою карму и остаются в Нараке, забытые родственниками, постоянно испытывая голод и жажду, пока карма не исправится.
Считается, что претов можно повстречать на перекрёстках — излюбленных местах духов, привидений, ведьм и божеств, связанных с подземным миром. Также они любят собираться у оград домов и на границах владений.